# 法拉利世界
法拉利世界為法拉利在阿布達比亞斯島上的主題樂園。中央園區位於200,000 m2（2,152,782 sq ft）的屋頂下，使其成為世界上最大的室內遊樂園。法拉利世界於2010年11月4日正式開幕。

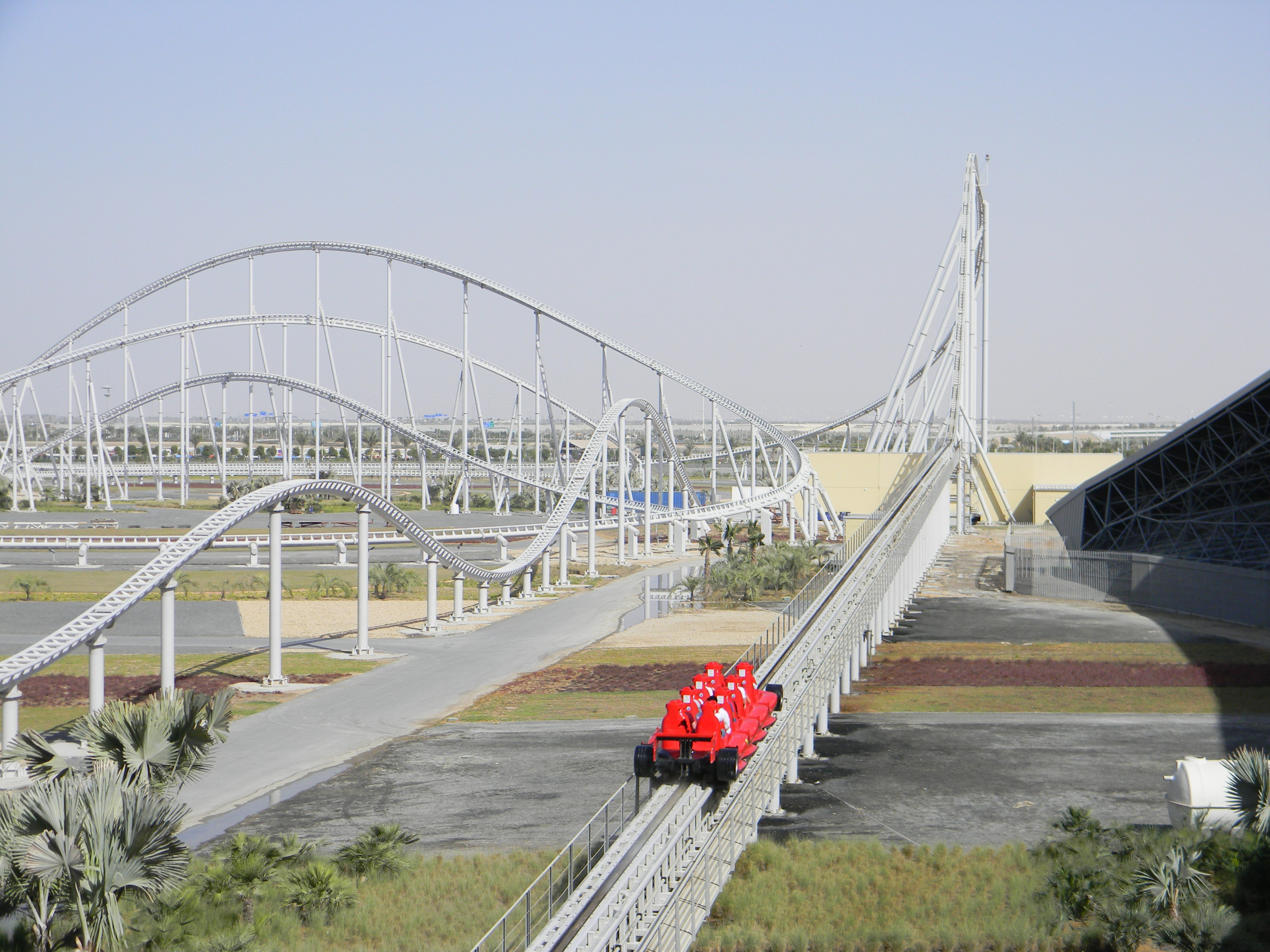
Formula Rossa

## 外部連結
- 官方网站
- Ferrari World Photos